# Tribadism

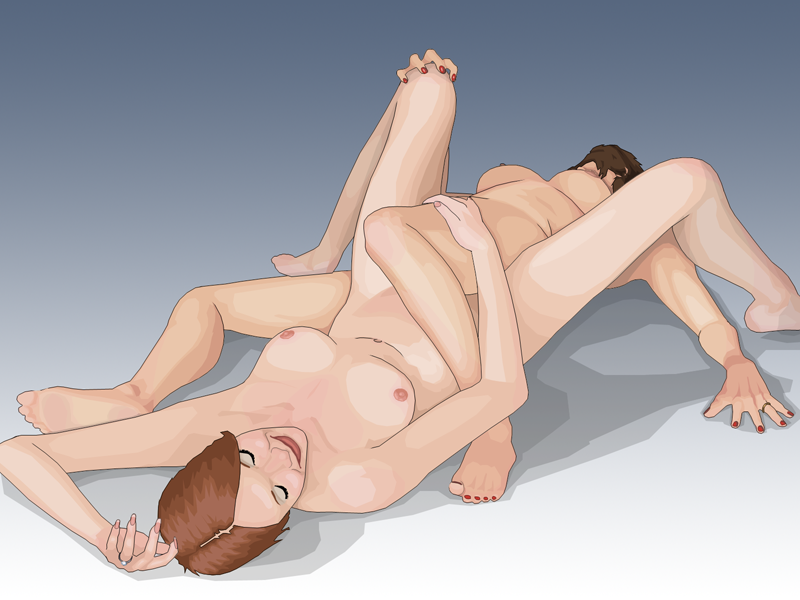
Två kvinnor som utövar tribadism.

Tribadism (engelska: tribbing; av tribad, 'lesbisk kvinna'; av latinets tribas med samma betydelse; ursprungligen från grekiska tribein, 'gnida') är en samlagsställning mellan två kvinnor och en form av gnidsex. Ställningen kallas i vardagligt språk för saxande. Den går vanligen till så att en kvinna gnider sitt underliv mot ett objekt eller en partners kropp (genitalier, lår, armar eller mage) för sexuell stimulering.

## Tribadism i djurriket
Schimpanshonor av bonoboarten i Afrikanska Demokratiska republiken Kongo har observerats utför tribadistiska handlingar på varandra för att knyta sociala band med andra honor. Tribadism är även den mest förekommande sexuella aktiviteten bland bonoboapor.

## Tribadism inom kulturen
Populärkultur
- Glam- och popbandet Scissor Sisters har fått sitt namn från aktens engelska slangbeteckning, scissoring. Andra band med sina namn på samma sätt tagna ifrån sexställningen inkluderar Scissorfight, och den lesbiska punkgruppen Tribe 8.
- Tribadism visades tre gånger i avsnittet "D-Yikes!" (avsnitt 6, säsong 11) av den tecknade tv-serien South Park.

Teater
- Tribadernas natt är ett drama skrivet av Per Olov Enquist 1975.[3]